# کارهایی که بعد از مرگت در دنور باید انجام داد
کارهایی که بعد از مرگت در دنور باید انجام داد (به انگلیسی: Things to Do in Denver When You're Dead) فیلمی محصول سال ۱۹۹۶ و به کارگردانی گری فلدر است. در این فیلم بازیگرانی همچون اندی گارسیا، کریستوفر لوید، ویلیام فورسایت، بیل نون، تریت ویلیامز، جک واردن، استیو بوشمی، فیروزه بالک، گابریله انور، کریستوفر واکن، بیل کوبس، مارشال بل، گلن پلامر، دان استارک، ویلی گارسون، جنی مک‌کارتی، بادی گای، جاش چارلز، دان چیدل، تام لیستر جونیور و بیل اروین ایفای نقش کرده‌اند.